# CryoSat-2
CryoSat-2 – satelita naukowo-badawczy Europejskiej Agencji Kosmicznej (ESA) przeznaczony do badań pokrywy lodowej na Ziemi za pomocą wysokościomierza radarowego. Powstał w celu zastąpienia niedoszłego satelity CryoSat, utraconego w nieudanym wystrzeleniu na orbitę. Stanowi część programu obserwacji Ziemi ESA, pod nazwą Earth Explorers.
Satelita ma pracować co najmniej 3 lata, w tym 6 miesięcy zajęła faza testów i przygotowań.

## Ważne wydarzenia misji
- 8 października 2005 – usterka rakiety nośnej Rokot powoduje utratę CryoSat
- 24 lutego 2006 – Europejska Agencja Kosmiczna otrzymuje od państw członkowskich zgodę na powtórzenie misji utraconego satelity
- luty 2007 – zatwierdzenie zasadniczego projektu
- luty 2008 – zbudowanie kopii przyrządu SIRAL
- sierpień 2009 – przygotowanie naziemnej infrastruktury dla misji
- wrzesień 2009 – ustalenie daty startu
- styczeń 2010 – CryoSat-2 zostaje dostarczony do Bajkonuru
- 8 kwietnia 2010 - wyniesienie na orbitę
- 1 lutego 2011 - opublikowanie pierwszych danych pomiarowych

## Cele naukowe
Satelita ma wykonać dokładne pomiary grubości swobodnie pływającej kry lodowej na morzach i oceanach, i dzięki temu pomóc określić roczne wahania jej ilości. Dodatkowo ma rejestrować zmiany grubości lądolodu i lodowców górskich.
Radar mierzy rozmiary części gór lodowych wystających ponad wodę, czego możliwość zaprezentował wcześniej satelita ERS-1. Pomiary CryoSat-2 będą miały 20 razy większą rozdzielczość przestrzenną: 250 metrów, wobec 5000 m ERSa. Dokładność pomiaru grubości wynosi około 10% jej całorocznej zmiany. Zakładana dokładność pomiaru zmian grubości wynosi dla arktycznego lodu morskiego 1,6 cm/rok, dla regionalnej pokrywy lodowej na lądzie 3,3 cm/rok, dla lądolodu na Antarktydzie 0,17 cm/rok.

## Budowa i działanie
CryoSat-2 został zbudowany przez firmę EADS Astrium.
Orbita statku, w przeciwieństwie do większości satelitów teledetekcyjnych, nie jest heliosynchroniczna. Wymusiło to jego specyficzną budowę. Prócz zaworów w systemie napędowym, CryoSat-2 nie posiada żadnych ruchomych elementów mechanicznych. Nie posiada także paneli ogniw słonecznych. Ogniwa arsenkowo-galowe są wbudowane w jego poszycie tak, aby zapewnić dostarczanie odpowiedniej ilości energii elektrycznej przy różnych kątach padania promieni słonecznych. Dostarczają one do 850 W energii elektrycznej, ładując akumulatory litowo-jonowe, o pojemności 78 Ah.
Centrum nadzoru misji stanowi stacja śledzenia w Kirunie w Szwecji. Nawiązuje ona łączność ze statkiem na 10 minut, około 11 razy dziennie. W tym czasie przesyłane są do statku rozkazy oraz pobierane dane z satelity. Ośrodek ESRIN we Włoszech planuje obserwacje, a niemiecki ESOC manewry orbitalne i utrzymanie statku na orbicie.
Pozycja statku na orbicie jest stabilizowana trójosiowo, z 6 stopniowym pochyleniem przodu statku w dół. Do określania pozycji służą szukacze gwiazd, magnetometry i magnetyczne koła zamachowe. Urządzeniem wykonawczym są silniczki gazowe o ciągu 10 mN. Błąd pozycjonowania jest mniejszy od 0,25°.
Satelita dziennie generuje około 400 Gbitów danych, gromadzonych w dwóch rejestratorach, każdy o pojemności 128 Gbitów. Na ziemię są one przesyłane w paśmie X (8,1 GHz), z prędkością 100 Mbps. Dane telemetryczne są odbierane na ziemi z prędkością 16 kbps, a wysyłane w paśmie S, z prędkością 2 kbps.

### Orbita
Orbita statku została dobrana, aby mógł on obserwować bieguny Ziemi. Maksymalne położenie statku względem powierzchni Ziemi sięga 88. równoleżnika północnego i południowego. Satelita przelatuje dokładnie nad tym samym obszarem powierzchni Ziemi co 369 dni, a w pobliżu co 30 dni.

### Przetwarzanie danych
Większa część przetwarzania danych ma również miejsce w Kirunie. Dane wyjściowe są podzielone na dwie kategorie:
- Level-1b, tj. echa radarowe umiejscowione geograficznie, z uwzględnioną poprawką na cechy przyrządu pomiarowego
- Level-2, tj. wysokość powierzchni Ziemi i swobodnego lodu, z uwzględnionymi poprawkami atmosferycznymi i geofizycznymi

Dane są zbierane i przetwarzane w sposób powtarzalny i systematyczny, bez możliwości akcji „na żądanie”.
Informacje zewnętrzne o parametrach orbity, potrzebne do obróbki danych, pochodzą z ośrodka SSALTO, prowadzonego przez francuską agencję kosmiczną CNES. University College London analizuje dane i zajmuje się tworzeniem map rozmieszczenia lodu na morzach i lądolodu.

### Wyposażenie
- SAR Interferometric  Radar Altimeter (SIRAL)

Budowa wysokościomierza radarowego, będącego głównym przyrządem naukowym satelity, czerpie z osiągnięć wcześniejszych instrumentów tego typu, ale uwzględnia szereg usprawnień poprawiających pomiary lodu. Urządzenie jest połączeniem radaru z syntetyczną aperturą i radarowego wysokościomierza interferometrycznego, z czego wynika jego nazwa. Zbudowany przez firmę Thales Alenia Space
- Doppler Orbit and Radio Positioning Integration by Satellite (DORIS)

Odbiornik radiowy mierzący przesunięcie dopplerowskie sygnałów nadawanych przez sieć ponad 50 radiolatarni na świecie
- Retroreflektor laserowy

Precyzyjny element optyczny odbijający światło laserowe wiązek wysyłanych przez globalną sieć laserowego namierzania satelitów
- 3 szukacze gwiazd

Trzy ostatnie elementy służą do określania dokładnej pozycji statku na orbicie i względem powierzchni Ziemi. Określenie położenia anten w danym momencie jest kluczowe dla powodzenia i dokładności pomiarów.